# Rhamphomyia vockerothi
Rhamphomyia vockerothi är en tvåvingeart som beskrevs av Bartak 2002. Rhamphomyia vockerothi ingår i släktet Rhamphomyia och familjen dansflugor. Inga underarter finns listade i Catalogue of Life.